# Liczarka banknotów

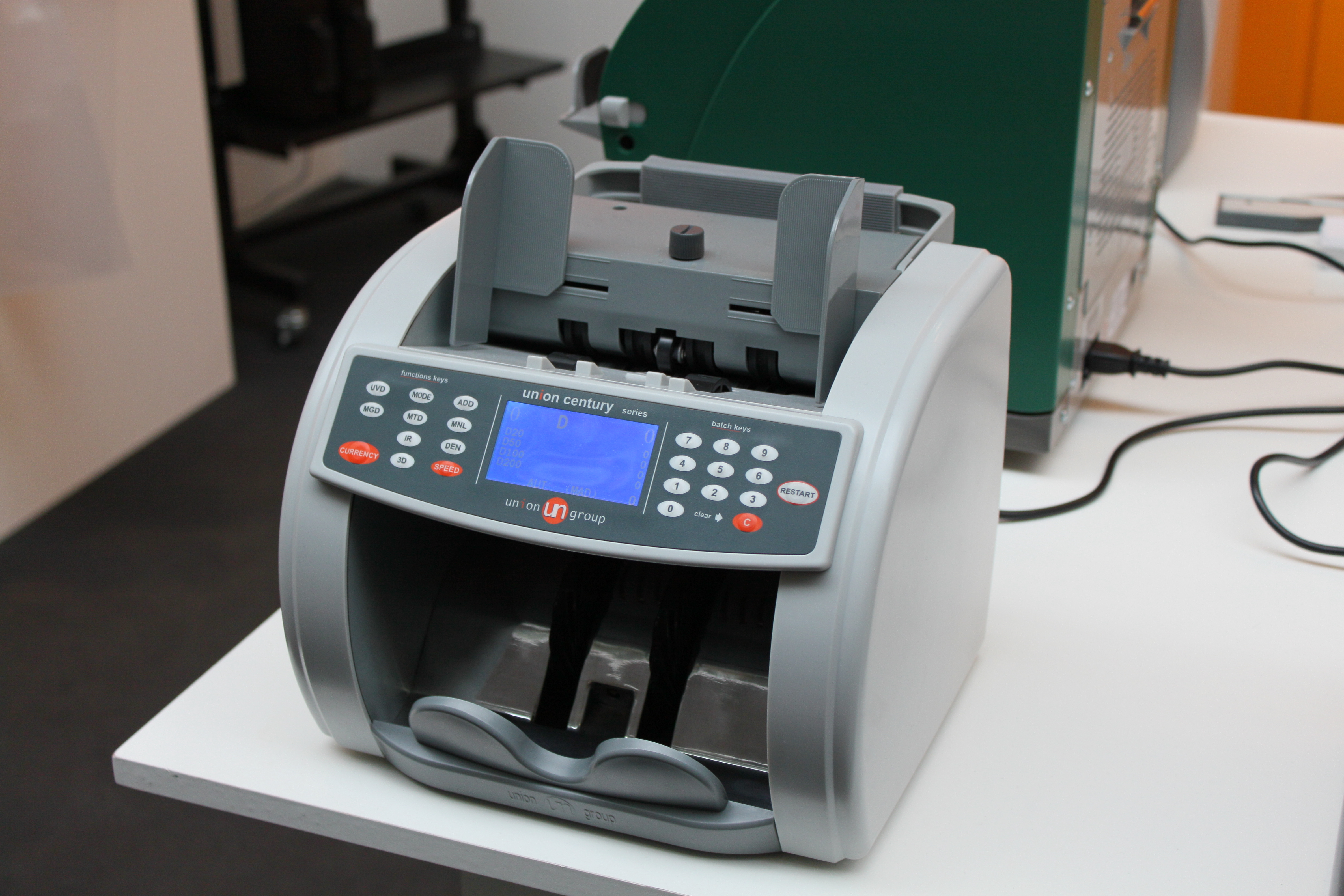
Liczarka banknotów

Liczarka banknotów – urządzenie służące do liczenia liczby banknotów lub sumy ich wartości. Może również sprawdzać autentyczność banknotu.
Zaletą liczarki jest oszczędność czasu. Urządzenie to może zwiększyć również wydajność liczenia banknotów. Liczarki minimalizują błędy, jakie może popełnić człowiek przy ręcznym liczeniu. Banknoty przeznaczone do liczenia umieszcza się w podajniku liczarki (przy typowych liczarkach osobistych – banknoty luzem, przy maszynach profesjonalnych – banknoty w paczkach po 100 sztuk związane opaską). 
Niektóre liczarki mogą liczyć nie tylko banknoty, ale także kupony, czeki i inne dokumenty spełniające wymagania liczarki co do rozmiarów liczonego dokumentu. 
Każda liczarka charakteryzuje się określoną prędkością liczenia, tj. liczbą banknotów, która może być przeliczona w minutę. Liczba banknotów, która może być jednorazowo przeliczona, zależy od zasobnika wejściowego oraz od maksymalnej pojemności odbiornika. Z odbiornika ręcznie wyjmuje się banknoty, w celu kontynuowania przeliczania.
Wraz z postępem technologicznym coraz łatwiej jest wyprodukować doskonały falsyfikat. W związku z tym przy produkcji banknot jest zabezpieczany na kilka różnych sposobów. Każda maszyna posiada określony poziom wykrywania zabezpieczeń, który pozwala weryfikować autentyczność liczonych banknotów.
Liczarki banknotów można podzielić na liczarki do liczenia małej i średniej lub dużej liczby banknotów. Banknoty liczone w dużych ilościach mogą być liczone również w specjalnych liczarkach bez otwierania banderoli. Niektóre liczarki są wyposażone w interfejs umożliwiający bezpośrednie podłączenie ich do innych liczarek, komputera lub drukarki. Większość liczarek posiada interfejs do podłączenia zewnętrznego wyświetlacza podającego liczbę zliczonych banknotów.